# Braunachselstärling
Der Braunachselstärling (Macroagelaius subalaris; Syn. Quiscalus subalaris) ist eine Vogelart aus der Familie der Stärlinge (Icteridae). Diese Art ist endemisch in Kolumbien. Der Bestand wird von der IUCN als stark gefährdet (Endangered) eingeschätzt. Die Art gilt als monotypisch.

## Merkmale
Der Braunachselstärling erreicht eine Körperlänge von etwa 30 Zentimetern. Er ist komplett schwarz und hat einen langen, leicht abgerundeten Schwanz. Der schwarze Schnabel ist kegelförmig. Auch wenn er gänzlich dunkel schwarzblau wirkt, hat er an den Flügeln und den Achselfedern kastanienbraune Streifen.
Ein Geschlechtsdimorphismus ist nicht ausgeprägt.

## Verhalten
Der Vogel bewegt sich in Gruppen in den mittleren und höheren Strata. Es wurden Gruppen bis zu 30 Vögeln beobachtet. Seine Brutzeit ist im September. Männchen und Weibchen kooperieren bei der Brut und brüten in Kolonien. Oft sieht man ihn zusammen mit anderen Fruchtfressern.

## Verbreitung und Lebensraum
Sein Habitat sind die Wälder der Subtropen und der Gemäßigten Zone in Höhen zwischen  2400 und 2900 Metern. Untersuchungen haben gezeigt, dass sein Lebensraum sehr speziell ist. So findet man ihn nur in Eichenwäldern mit einer Art namens Quercus humboldtii und Gebieten mit Bäumen der zur Gattung der  Escalloniaceae gehörenden  Art Escallonia pendula. Er kommt überwiegend in den Ostanden Kolumbiens im Departamento Santander vor. Hier ist er relativ häufig im  Naturreservat Santuario de Fauna y Flora Guanenta Alto Río Fonce vorhanden. Außerdem wurde von Vorkommen im Parque Nacional Natural Serranía de los Yariguíes berichtet.

## Namensgebung
Die Erstbeschreibung des Braunachselstärlings erfolgte 1840 durch Auguste Boissonneau unter dem wissenschaftlichen Namen Quiscalus subalaris. Das Typusexemplar wurde ihm aus Santa Fe de Bogotá zugesandt. Es war 1866 John Cassin der die neue Gattung Macroagelaius für den Braunachselstärling einführte.  Dieses Wort leitet sich von griechischen Worten μακρος macros für »lang, groß« und αγελαιος, αγελη, αγω agelaios, agelē, agōfür »gesellig, Herde, führen« ab. Die Bezeichnung des Artnamens hat Boissonneau  aus den lateinischen Worten »sub« für »unter« und »alaris« für »achselständig, zu den Flügeln gehörend« gebildet.